# Résolution spectrale
On appelle résolution spectrale le pouvoir de séparation d'un spectrographe. Plus la résolution spectrale est grande, plus le spectre obtenu est détaillé, et plus on peut y mesurer des raies de faible intensité ou profondeur. Elle est définie par :
{\displaystyle R={\frac {\lambda }{\Delta \lambda }},}
où {\displaystyle \lambda } est la longueur d'onde à laquelle la résolution est calculée ou mesurée. {\displaystyle \Delta \lambda } est l'intervalle de longueur d'onde de la largeur à mi-hauteur d'une raie d'étalonnage (considérée comme originellement infiniment fine et donc élargie seulement par l'optique du spectrographe). Cette largeur est parfois appelée élément de résolution. {\displaystyle \Delta \lambda } est parfois prise comme le simple intervalle entre deux points adjacents du spectre. 
La quantité {\displaystyle R} définie ici est parfois appelée aussi pouvoir de résolution, tandis que la résolution peut aussi correspondre à simplement {\displaystyle \Delta \lambda }